# Floridichthys
 Floridichthys  és un gènere de peixos de la família dels ciprinodòntids i de l'ordre dels ciprinodontiformes.

## Taxonomia
- Floridichthys carpio (Günther, 1866).
- Floridichthys polyommus (Hubb, 1936).[1][2]